# 담낭용종
담낭 용종은 쓸개 벽에 생기는 종양(폴립상 병변)과 유사한 종양 또는 병변이다. 진짜 용종은 몸에서 정상적으로 배출되는 점막 조직이 비정상적으로 축적된 것이다. 대부분의 용종은 눈에 띄는 증상을 유발하지 않는다. 담낭 용종은 일반적으로 복통 등 다른 질환을 진단하기 위해 초음파로 복부를 검사할 때 우연히 발견된다. 대부분의 폴립은 양성이어서 제거할 필요가 없다. 담낭용종이 1cm 이상인 경우 등에서는 담낭절제술이 권장되기도 한다.